# هنريك إيفنسن
هنريك إيفنسن (بالنرويجية البوكمول: Henrik Evensen)‏ هو دراج نرويجي، ولد في 17 نوفمبر 1994 في Maura, Norway ‏ في النرويج.

## وصلات خارجية
- هنريك إيفنسن على موقع الاتحاد الدولي للدراجات (الإنجليزية)
- هنريك إيفنسن على موقع أرشيف الدراجات (الإنجليزية)
- هنريك إيفنسن على موقع إحصائيات الدراجات الإحترافية (الإنجليزية)